# Reginald Innes Pocock

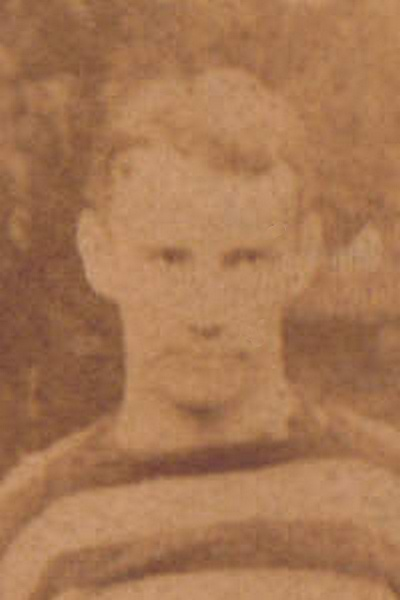
Reginald Innes Pocock

Reginald Innes Pocock (Clifton, 4 maart 1863 – Londen, 9 augustus 1947) was een Brits zoöloog die vooral als  arachnoloog bekendheid verwierf.
Pocock werd geboren in Clifton, bij Bristol, als vierde zoon van Nicholas Pocock en Edith Prichard. Zijn eerste interesse in natuurhistorie ontwikkelde hij aan de St. Edward's School in Oxford. Hij kreeg bijles in zoölogie van Sir Edward Poulton, en hij mocht de vergelijkende anatomie onderzoeken in het Oxford University Museum of Natural History. Hij studeerde daarna biologie en geologie aan University College in Bristol als student van Conwy Lloyd Morgan en William Johnson Sollas.
In 1885 werd hij assistent in het Natural History Museum in Londen, waar hij een jaar lang op de afdeling entomologie werkte. Daarna werd hij verantwoordelijk voor de collectie spinachtigen en duizendpotigen. Hij werd ook belast met de taak om de collectie van Britse vogels te ordenen, waardoor hij interesse voor de ornithologie kreeg. De 200 artikelen die hij in zijn diensttijd van achttien jaar bij het museum schreef, brachten hem al snel erkenning als autoriteit op het gebied van de spinnen en miljoenpoten.
In 1904 verliet Pocock het museum om hoofd van de collectie van de London Zoo te worden. Daar bleef hij werken tot zijn pensioen in 1923. Daarna ging hij als onbezoldigd onderzoeker werken voor de afdeling zoogdieren van het Natural History Museum.

## Voornaamste publicaties
- The Fauna of British India (including Ceylon and Burma) (1900)
- Arachnida, Scorpiones, Pedipalpi and Solifugae (1902)
- Biologia Centrali-Americana. Arachnida (1902)
- On the Specialized Cutaneous Glands of Ruminants (1910)

- Bibliothèque nationale de France: cb10574253k (data)
- CiNii: DA1597476X
- Gemeinsame Normdatei: 1056508302
- International Standard Name Identifier: 0000 0000 8351 906X
- Library of Congress Control Number: n85161939
- Nationale Bibliotheek van Tsjechië: xx0311047
- Nationale Bibliotheek van Israël: 987007274514805171
- Nederlandse Thesaurus van Auteursnamen: 156741938
- Réseau des bibliothèques de Suisse occidentale: 02-A003700773
- Museum of New Zealand Te Papa Tongarewa: 73859
- Virtual International Authority File: 3910384
- WorldCat: E39PBJyCKCXxjqbdMryv3G34v3